# 鄂霍次克流冰館
44°0′04.0″N 144°14′23.4″E / 44.001111°N 144.239833°E

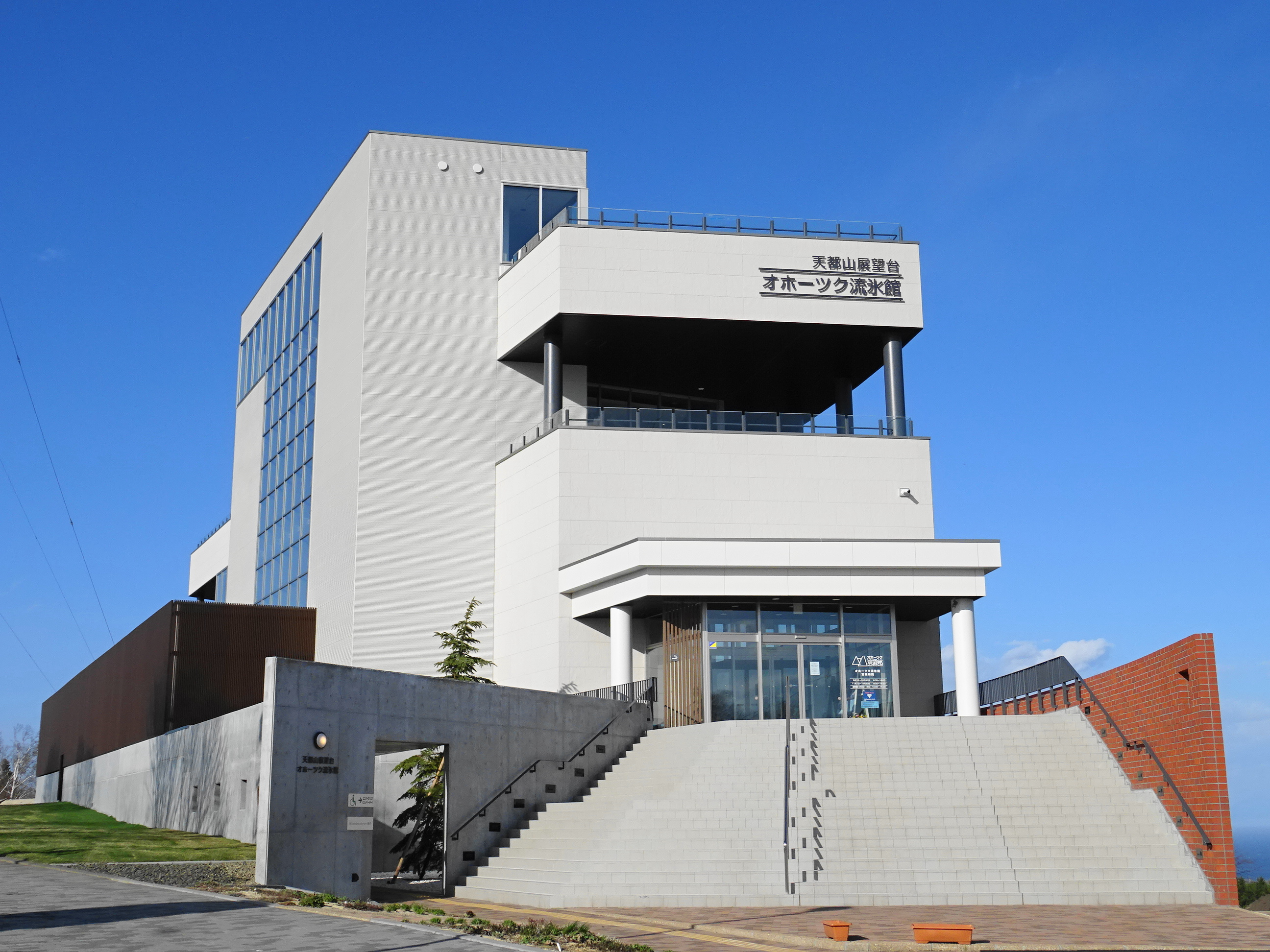
顎霍次克流冰館及天都山展望台外觀

 鄂霍次克流冰館為位於日本北海道網走市天都山山頂以流冰和鄂霍次克海為主題的市立科學博物館，由株式會社網走觀光振興公社負責營運。
館內展示有實際從鄂霍次克海運來的「流冰」，並介紹流冰形成的原因及所在海域的生態，並展示了館內養殖的「流冰天使」裸海蝶。
2014年因原建築老舊，重新整建，於2015年8月啟用；在流冰館的建築中，同時也設有「天都山展望台」。

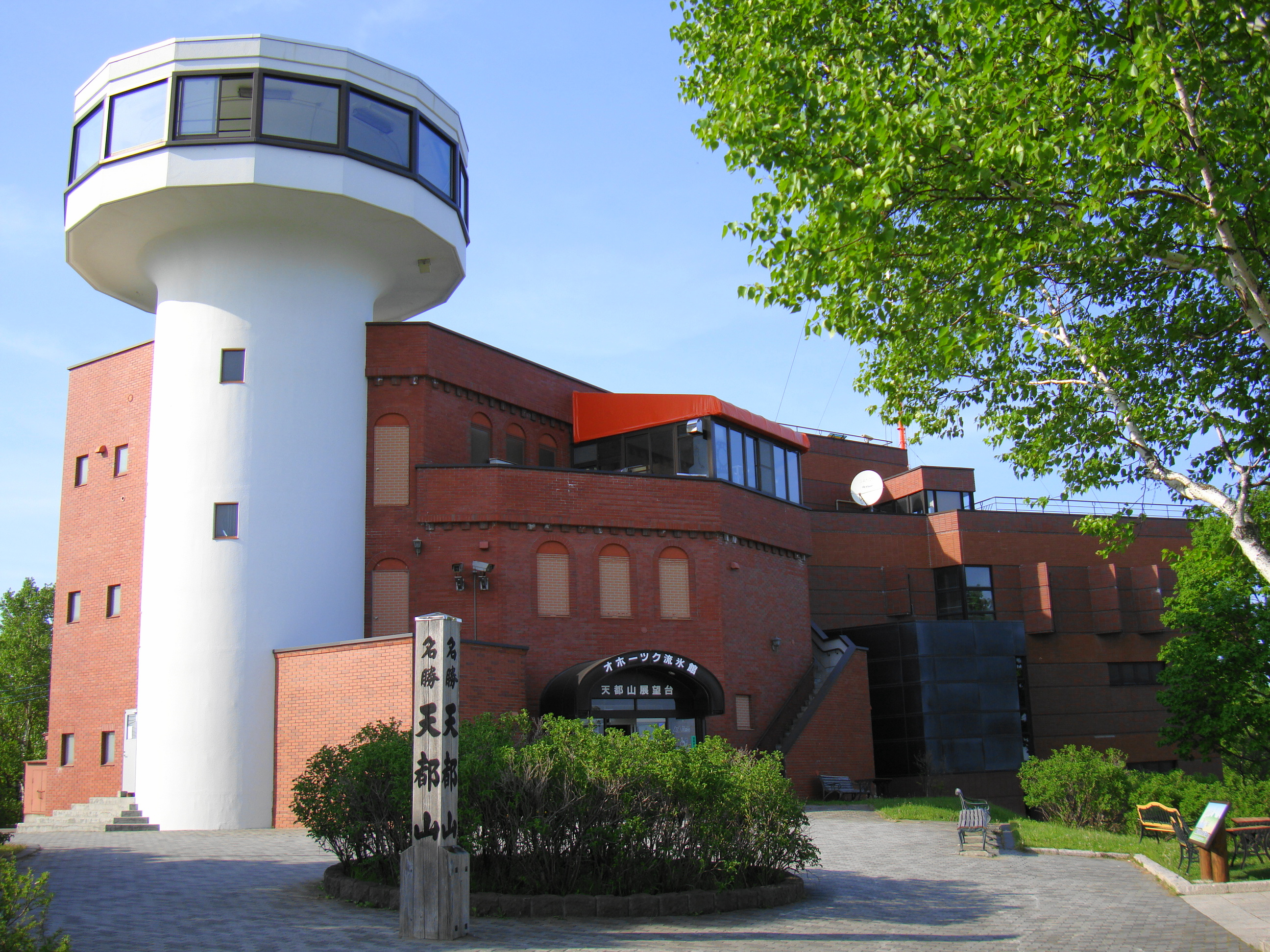
舊流冰館及天都山展望台外觀
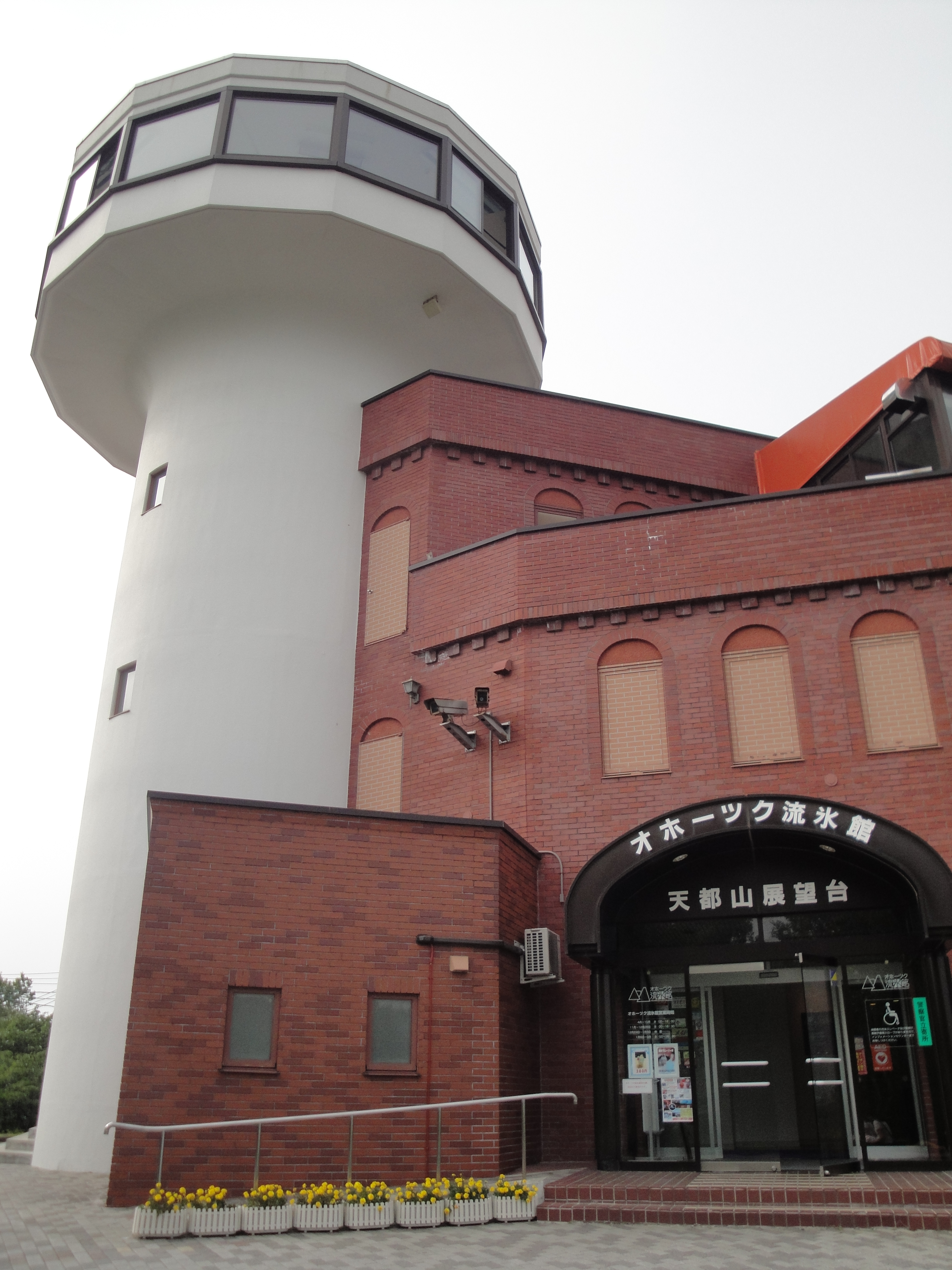
舊流冰館正門及天都山展望台
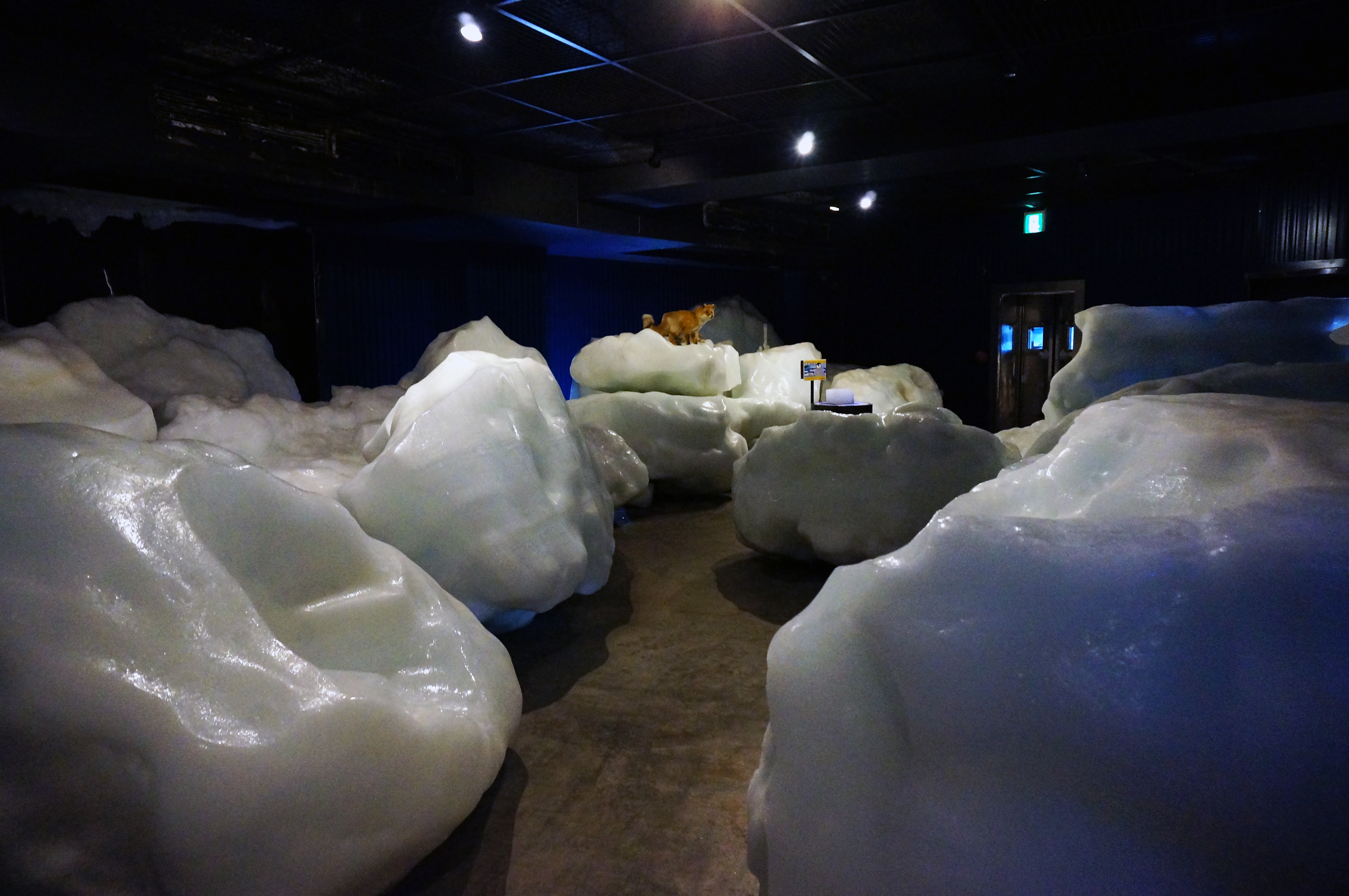
館內展示的真實流冰

## 外部連結
- （日語） 鄂霍次克流冰館 （页面存档备份，存于）
- 鄂霍次克克流冰館 （页面存档备份，存于） - Facebook